# Jenji Kohan
Jenji Kohan, född 5 juli, 1969 i Los Angeles, Kalifornien, USA, är en amerikansk manusförfattare och TV-producent.
Kohan inledde sin karriär 1994 med att skriva ett avsnitt av TV-serien Fresh Prince i Bel Air. Åren 1996–1997 producerade hon 24 avsnitt av TV-serien Galen i dig, vilken hon även skrev två avsnitt av. 2000-2001 producerade hon 12 avsnitt av TV-serien Gilmore Girls och skrev själv manuset till avsnittet Kiss and Tell. År 2005 skapade Kohan TV-serien Weeds, som sändes i 102 avsnitt mellan 2005 och 2012. År 2013 skapade Kohan den Netflixexklusiva TV-serien Orange Is the New Black, vars första säsong hade premiär 11 juli 2013. Serien sändes i sju säsonger fram till 2019.

## Privatliv
Kohan har tre barn, två söner och en dotter. Hennes äldsta son dog i en skidolycka den 31 december 2019.

## Filmografi (urval)
- 1994 – Fresh Prince i Bel Air, avsnitt Stop Will! in the Name of Love (gästmanus i TV-serie)
- 1996–1997 – Galen i dig (TV-serie) (produktion 24 avsnitt, manus 2 avsnitt)
- 1998 – Sex and the City, avsnitt The Power of Female Sex (gästmanus i TV-serie)
- 2000–2001 – Gilmore Girls (TV-serie) (produktion 12 avsnitt, manus 1 avsnitt)
- 2002 – Will & Grace, avsnitt Fagel Attraction (gästmanus i TV-serie)
- 2005–2012 – Weeds (TV-serie) (produktion 102 avsnitt, manus 22 avsnitt)
- 2013–2019 – Orange Is the New Black (TV-serie) (produktion 91 avsnitt, manus 14 avsnitt)

- 2017–pågående – GLOW, exekutiv producent